# Jerica Tandiman
Jerica Tandiman is een Amerikaans langebaanschaatsster. Ze groeide op in Kearns, vlak bij de beroemde schaatsbaan in Salt Lake City.
In 2018 komt ze voor Amerika uit op de Olympische Spelen in PyeongChang op de 1000 meter.

## Records

### Persoonlijke records[4]
| Afstand    | Tijd    | Datum           | Baan           |
| ---------- | ------- | --------------- | -------------- |
| 500 meter  | 38,31   | 9 december 2017 | Salt Lake City |
| 1000 meter | 1.16,62 | 8 januari 2017  | Salt Lake City |
| 1500 meter | 2.01,55 | 13 maart 2016   | Salt Lake City |
| 3000 meter | 4.41,92 | 3 maart 2013    | Salt Lake City |

## Resultaten
| Jaar | WK Sprint                | Olympische Spelen | WK Junioren                               |
| ---- | ------------------------ | ----------------- | ----------------------------------------- |
| 2010 |                          |                   | NC28 (17e, 33e, 26e, -) 11e achtervolging |
| 2011 |                          |                   | 21e 1000m 4e achtervolging                |
| 2012 |                          |                   | 19e 500m 33e 1000m                        |
| 2013 |                          |                   | DQ (11e, 24e, DQ, -) 10e achtervolging    |
| 2014 |                          |                   | NC26 (9e, 24e, 16e, -)                    |
|      |                          |                   |                                           |
| 2017 | 24e (23e, 24e, 23e, 23e) |                   |                                           |
| 2018 | 12e (15e, 15e, 14e, 13e) | 28e 1000m         |                                           |

(#, #, #, #) = afstandspositie op sprinttoernooi (500m, 1000m, 500m, 1000m) of op juniorentoernooi (500m, 1500m, 1000m, 3000m).
NC28 = niet gekwalificeerd voor de laatste afstand, maar wel als 28e geklasseerd in de eindrangschikking
DQ = diskwalificatie voor bepaalde afstand